# Lawon Łuckiewicz
Lawon Łuckiewicz (ur. 17 marca 1922 w Wilnie, zm. 28 lipca 1997 tamże) – białoruski działacz kulturowy i oświatowy, syn Antona.
W 1936 roku ukończył Gimnazjum Białoruskie w Wilnie, później uczył się w wileńskiej Szkole Technicznej (w 1940 roku uzyskał dyplom elektryka).
W czasie niemieckiej okupacji Białorusi (1941-1944) pracował jako nauczyciel ojczystego języka w szkołach Radoszkowiczach i Baranowiczach.
W 1945 roku został aresztowany przez NKWD i wywieziony do łagrów na Syberię i Kołymę, w których przebywał do 1958 roku.
Na fali pierestrojki założył w 1988 roku Towarzystwo Kulturalne Białorusinów w Wilnie, po odzyskaniu przez Litwę niepodległości przyczynił się do odrodzenia białoruskiego życia społecznego i kulturalnego na Wileńszczyźnie.
Jest autorem książki-przewodnika po Wilnie "Wandrouki pa Wilni" (wyd. 1998).